# Leucania myopolia
Leucania myopolia är en fjärilsart som beskrevs av Franz Dannehl 1926. Leucania myopolia ingår i släktet Leucania och familjen nattflyn. Inga underarter finns listade i Catalogue of Life.